# 和漢朗詠集永済注
『和漢朗詠集永済注』（わかんろうえいしゅうえいさいちゅう）は、永済によって編まれた『和漢朗詠集』の注釈書。
作者の永済を、戦国時代の西生永済とする説があったが、近年の研究により否定されている。牧野和夫によれば、鎌倉時代前期に、多武峰で活躍した僧で、『扶桑蒙求』『扶桑蒙求私注』『千金秘訣和哥義抄』『多武峰縁起』などの著者と同一ではないかとしている。『和漢朗詠集永済注』は、『源平盛衰記』に引用されている。また、先行する『和漢朗詠集』の注釈書である『和漢朗詠註抄』にも引用されている。したがって、成立時期は鎌倉時代中期以前と考えられる。鎌倉時代以前に遡り、院政最末期の1170年代とする説（山崎誠）もある。片仮名交じりの和文体で書かれていることから、漢学の入門者や初学者を対象とした注釈書であると考えられている。北村季吟が刊行した『和漢朗詠集註』は、『和漢朗詠集永済注』をもとに、和歌の注を加えたものである。